# Leonel Contreras
Leonel ("Leo") Rodrigo Contreras (30 augustus 1961) is een voormalig profvoetballer uit Chili, die gedurende zijn carrière speelde als centrale verdediger. Hij kwam onder meer uit voor CD Everton en Universidad Católica.

## Interlandcarrière
Contreras speelde 21 officiële interlands voor het Chileens voetbalelftal. Hij maakte zijn debuut in de vriendschappelijke thuiswedstrijd tegen Uruguay (1-0) op 16 oktober 1985 in Santiago. Contreras nam met Chili deel aan de Olympische Spelen 1984 in Los Angeles, en aan de Copa América 1989.

## Erelijst
CD Everton
- Copa Chile

1984
 Universidad Católica
- Copa Chile

1991